# 朱商彝
朱實，原名朱商彝，台灣彰化人，台中一中畢業，任彰化第一公學校教師，1946年考入台灣師範學院，1948年當選台師院學生自治會幹部，1949年四六事件時為當局師院逮捕六人名單之一，與同在名單上的鄭鴻溪一同逃往香港進入中国大陆，透過謝雪紅協助參加政協會議。在中國擔任日文翻譯並教授日文，1966年，遭懷疑為台灣特務下放五七幹校勞改，1972年周恩來赴日與日相田中角榮會晤，朱實因為流利的日文被派為外交使節團擔任翻譯，1976年獲得平反。

## 簡介
朱商彝，1926年出生於台灣彰化，1939年彰化第一公學校畢業，考入五年制的臺中州立臺中第一中等學校，1942年與台中一中同學張彥勳、許世清成立「銀鈴會」文學團體，作詩作曲，吟詠短歌與俳句，並發行《邊緣草》期刊，1944年畢業後，朱商彝回到彰化第一公學校任教，為了躲避戰時的徵召，朱商彝報考青年學校教員，免於徵召入伍參軍。
1945年日本戰敗後仍以日文發刊，到了1946年10月25日台灣行政長官公署公告，廢除所有新聞雜誌日文版，受此限制與學習果語的需求，朱商彝於1946年考取台灣師範學院（後來的台灣師範大學），於1948年春當選第一屆台師院學生自治會幹部，由於1947年發生228事件之後，使許多學生思想左傾，加上國共內戰期間物價飛漲，導致民生問題，同學鄭鴻溪主導1948年師院的五四紀念晚會，由福建同鄉黃旭東主持晚會，以「反內戰、反飢餓、反迫害」為主題，呼應1947年首都南京五二〇運動，會中高唱《你是燈塔》、《團結就是力量》等歌謠，1949年在鄭鴻溪推薦及支持下周慎源當選第二屆學生自治會主席。

### 潛逃中國大陸
1949年四六事件發生時警備總司令部電令指名逮捕「周慎源、鄭鴻溪、莊輝彰、方啟明、趙制陽、朱商彝」六人，遭到學生阻擋拒捕，鄭鴻溪與朱商彝趁亂逃脫輾轉透過香港到大陸，透過謝雪紅協助參加政協會議。 
由於遭到國民政府通緝，朱商彝到大陸後改名朱實，1966年文革爆發，朱商彝遭懷疑為台灣特務下放五七幹校勞改，1972年周恩來赴日與日相田中角榮會晤，朱實因為流利的日文被派為外交使節團擔任翻譯，1976年獲得平反，1981年赴日與家人相見，並任教於上海與日本。